# Helichrysum orientale
Helichrysum orientale là một loài thực vật có hoa trong họ Cúc. Loài này được (L.) Vaill. mô tả khoa học đầu tiên năm 1754.